# Val (Bildhauerin)
Valérie Goutard (* 20. Mai 1967 in Boulogne-Billancourt; † 27. Oktober 2016) war eine französische Bildhauerin, die unter ihrem Künstlernamen VAL auftrat.

## Biografie
Goutard wurde in Boulogne-Billancourt, Hauts-de-Seine, geboren. Ihre Eltern waren Nathalie Goutard und Jean-Claude Goutard, ein Ingenieur, der für eine große Ölfirma arbeitete. Aufgrund der Position ihres Vaters teilte sie ihre Kindheit zwischen Europa, Afrika und Südamerika. Nachdem sie Literatur und Werbung studiert hatte, arbeitete sie bis 2001 im Marketingbereich. Im Jahr 2002 lockte eine Freundin, Florence Jouglard, eine gelernte Auktionatorin und auch Künstlerin, sie dazu, zu versuchen, aus Ton zu formen.
Goutard arbeitete mit ihren eigenen Händen an Ton und verspürte eine Offenbarung, eine Art „Liebe auf den ersten Blick“ für diese Aktivität, die sie als Erweiterung ihrer inneren Welt wahrnahm. „Es war wie eine Offenbarung, eine Art Wiederaufleben einer längst vergrabenen Erinnerung. Meine Liebe zur Skulptur, zum Material und zum Volumen wurde auf ganz unmittelbare Weise geboren“, sagte sie in einem Interview im Jahr 2014.  Diese Entdeckung geschah zu einer Zeit, als Goutard Abstand von ihrem kulturellen und familiären Umfeld gewinnen wollte, das „manchmal lähmende Urteile aussprach“. Sie hatte das Bedürfnis, sich aus diesem Umfeld zu befreien und zu einer Freiheit des Denkens und Handelns zurückzukehren, die eines der Hauptthemen ihrer künstlerischen Karriere sein wird.
Während zwei Jahren nahm Goutard Kunstunterricht in Paris und ließ sich dann im August 2004 in Thailand nieder, wo sie sich voll und ganz in ihre künstlerische Berufung hingab, wo sie schnell den Ton für die Arbeit mit Bronze aufgab. „Ich bin auf Bronze umgestiegen und es hat mir sehr gut gefallen, weil ich damit etwas machen konnte, was ich mit Ton nicht machen konnte. Weil Sie mit dem Schweißen sehr grafische und sehr leichte Skulpturen machen können“, erklärte sie 2010.  Mit diesem Material arbeitete Goutard, die den Künstlernamen VAL annahm, und sagte, sie habe das Gefühl, ihren Platz in der uralten Linie der Bildhauer einzunehmen. Trotzdem betonte VAL stolz ihr Selbstlernen. Ihr relativer Mangel an Kultur in der bildenden Kunst brachte ihr eine größere Freiheit der Schöpfung.
2007 lernte sie in Bangkok Frédéric Morel kennen, den sie 2009 heiratete. Kurz nachdem sie Morel kennengelernt hatten, gab dieser seine berufliche Tätigkeit auf, um die Arbeit von VAL auf dem Kunstmarkt zu fördern und ihren Ruf auf internationaler Ebene zu festigen.
Durch mehrere internationale Einzelausstellungen und öffentliche Einrichtungen wurde VAL zu einem in Asien und Europa anerkannten Künstler.  Ende 2015 erhielt sie vom französischen Außenminister Laurent Fabius die Trophée des Français de l’étranger.
Kurz vor der Eröffnung einer Ausstellung einer neuen Reihe von Kunstwerken in der RedSea Gallery in Singapur starb VAL im Oktober 2016 bei einem Motorradunfall in der thailändischen Provinz Chon Buri. Nach ihrer Beerdigung in einem buddhistischen Tempel in Bangkok und in der katholischen Kirche der Missionen Etrangères de Paris, ebenfalls in Bangkok, wurde ihre Asche auf dem Gelände von Ocean Utopia, einem ihrer Hauptkunstwerke, in der Nähe von Ko Tao verteilt.

## Ausstellungen
2016
- Einzelausstellung, “The Tenth Eonian Initiative”, RedSea Gallery, Singapur
- Art Kaohsiung, Taiwan (Philippe Staib Gallery)
- Art Taipei (Philippe Staib Gallery)
- Shanghai Art Fair (Philippe Staib Gallery)
- Einzelausstellung “Anatomy of a Creative Path”, Central Academiy of Fine Arts (CAFA), Beijing (Philippe Staib Gallery)

2015
- Einzelausstellung “Anatomy of a Creative Path”, Yishu 8 foundation, Beijing (Philippe Staib Gallery)
- Art Kaohsiung, Taiwan (Philippe Staib Gallery)
- Art Taipei (Philippe Staib Gallery)
- Shanghai Art Fair (Philippe Staib Gallery)

2014
- Einzelausstellung, Red Sea Gallery
- Art Taipei (Philippe Staib Gallery)
- Shanghai Art Fair (Philippe Staib Gallery)
- ArtExpo, Kuala Lumpur, Malaysien

2013
- Art Taipei (Philippe Staib Gallery)
- Shanghai Art Fair (Philippe Staib Gallery)
- ArtExpo, Kuala Lumpur, Malaysien
- Chanintr Living, with Manol Chrétien, Bangkok

2012
- Einzelausstellung, Philippe Staib Gallery, Taipei
- Einzelausstellung, Philippe Staib Gallery, Shanghai
- Einzelausstellung, RedSea Gallery, Singapur
- Art Taipei (Philippe Staib Gallery)
- Shanghai Art Fair (Philippe Staib Gallery)

2011
- François Giraudeau Gallery, Paris
- Art Taipei (Philippe Staib Gallery)
- Shanghai Art Fair (Philippe Staib Gallery)
- Art Revolution, Taipei
- Lineart, Ghent, Belgien
- Chiefs & Spirits, Den Haag, Niederlande

2010
- Einzelausstellung, RedSea Gallery, Singapur
- Einzelausstellung, Wellington Gallery, Hong Kong
- Einzelausstellung, fondation Yishu 8, Beijing (Philippe Staib Gallery)
- Jing’An International Sculpture Project, Shanghai (Purple Roof Gallery)
- Shanghai Art Fair (Purple Roof Gallery)
- Lineart, Ghent, Belgien

2009
- Einzelausstellung, Wellington Gallery, Hong Kong
- Einzelausstellung, YI&C, Taipei (Philippe Staib Gallery)
- Einzelausstellung, François Giraudeau Gallery, Paris
- Shanghai Art Fair (Purple Roof Gallery)

## Öffentliche Darstellungen
2017
- Taichung, Taiwan – Du chaos à la sagesse (From chaos to wisdom)
- Benjasiri park, Bangkok – Ville Fantastique II

2016
- Koh Tao, Thailand – Ocean Utopia (Ausstellung unter Wasser)

2015
- SkySuite, Singapur – Inéquilibre
- Alliance Française, Bangkok – Ville Fantastique II (temporäre Ausstellung)

2014
- Central Embassy, Bangkok – Ville Fantastique II (temporäre Ausstellung)
- Sorrento, Singapur – Footsteps II
- New Square, Taipei – Waiting III (Philippe Staib Gallery)

2012
- Sofitel, Bangkok, Inle Balance III
- New Square, Taipei – Inle Balance III (Philippe Staib Gallery)
- Art & Arch Museum, Taichung, Taiwan

2011
- Sofitel, Bangkok – Hide and Seek II
- Sofitel, Bangkok – Urban Gathering

2010
- Shanghai Art Fair – Urban Life (temporäre Ausstellung)
- Shanghai Kerry Center – Urban Life (temporäre Ausstellung)
- New Square, Hong Kong – Finding Soulmate II